# Bloody Heart
Bloody Heart (en hangul, 붉은 단심; romanización revisada, Bulg-eun Dansim) es una serie de televisión surcoreana que fue estrenada en mayo de 2022 a través de la KBS2.

## Sinopsis
Es un drama histórico que relata la historia del rey Seonjong, quien asciende al trono debido a una rebelión, y de Lee Tae, quien se convierte en rey después de él.

## Reparto

### Personajes principales
- Lee Joon como Lee Tae, quien se convierte en el Rey de Joseon después del Rey Seonjong. A diferencia de su padre, sueña con la monarquía absoluta y convertirse en un gobernante poderoso, cree que cualquier acción es justificable para lograr su objetivo.[4]
  - Park Ji-bin como Lee Tae de joven.[5]
- Kang Han-na como Yoo-jung, una mujer de espíritu libre de la que el Rey Lee Tae se enamora y a quien elige como su princesa heredera. Termina enredada en la batalla por el poder, lo que lleva a una crisis en su familia.[6]
  - Shin Eun-soo como Yoo-jung de joven.
- Jang Hyuk como Park Kye-won, el poderoso pero solitario primer vice primer ministro, es un símbolo vivo del poder y una figura a la que todos obedecen. Es un "creador de reyes" que está decidido a crear un rey sabio y benévolo, para no sacudir los cimientos de Joseon por un tirano nunca más.[7][8]

### Personajes secundarios
- Park Ji-yeon como Choi Ga-yeon, la elegante y ambiciosa reina viuda.[9][10]
- Heo Sung-tae como Cho Won-pyo, el ministro de Guerra, ha estado cerca de Park Kye-won desde que se unió a la rebelión y es el segundo al mando. Es el padre de Jo Yeon-hee, a quien crio con toda su alma.[11]
- Park Sung-yeon como Choi, una dama de la corte encargada de la disciplina.[12]
- Ha Do-kwon como Jung Eui-kyun.
- Yoon Seo-ah como Ddong-geum.[13]
- Cha Soon-bae como Heo Sang-seon, un hombre que complementa a Lee Tae.[14]
- Lee Tae-ri como Park Nam-sang, el único hijo de Park Kye-won, quien fue criado con grandes expectativas. Es una persona recta con gentileza e integridad que camina por el camino de un erudito. Forma parte de Saheonbu (una oficina gubernamental de investigación).[15]
- Choi Ri como Jo Yeon-hee, la hija de Cho Won-pyo.[16]
- Kang Shin-il como Kim Chi-won.
- Jo Seung-yun como Yoo Hak-soo.
- Ryu Seung-soo como Im Jin-sa, el amigo del rey Seonjong. Se muda a su ciudad natal para vivir tranquilamente, donde conoce a Yoo-jung, protegiéndola y amándola más que a sus propios hijos.[17]
- Woo Mi-wha como la reina In-young.[18]
- Oh Seung-hoon.
- Seo Hye-won como Hyang-yi.[19]

### Otros personajes
- Lee Chang-jik como Lee Jo Pan-seo.

## Episodios
La serie consta de dieciséis episodios que están programados para su lanzamiento en KBS2 en mayo de 2022.

## Producción
La serie es dirigida por Yoo Young-eun (유영은) y escrita por Park Pil-joo (박필주).
En marzo de 2022, la KBS reveló las fotos de la lectura del guion.
El 3 de febrero de 2022, se anunció que la filmación de la serie para ese mismo día había sido cancelado, después de que un miembro del personal y un actor no identificado dieran positivo por COVID-19. Posteriormente, todos los miembros del equipo de producción se sometieron a una prueba PCR. Un día después, se anunció que las actrices Park Ji-yeon y Yoon Seo-ah habían dado positivo.
El 11 de febrero de 2022, se confirmó que el actor Heo Sung-tae también dio positivo por COVID-19, lo que obligó a cancelar la filmación para ese día, más tarde, el 16 de febrero, se anunció la recuperación del actor y la reanudación de sus horarios de filmación.
El 11 de marzo de 2022, la agencia del actor Ha Do-kwon anunció que había dado positivo por COVID-19 en la tarde del día 10, por lo que todos sus horarios de filmación habían sido cancelados.